# Oorlogsmonument Odoorn

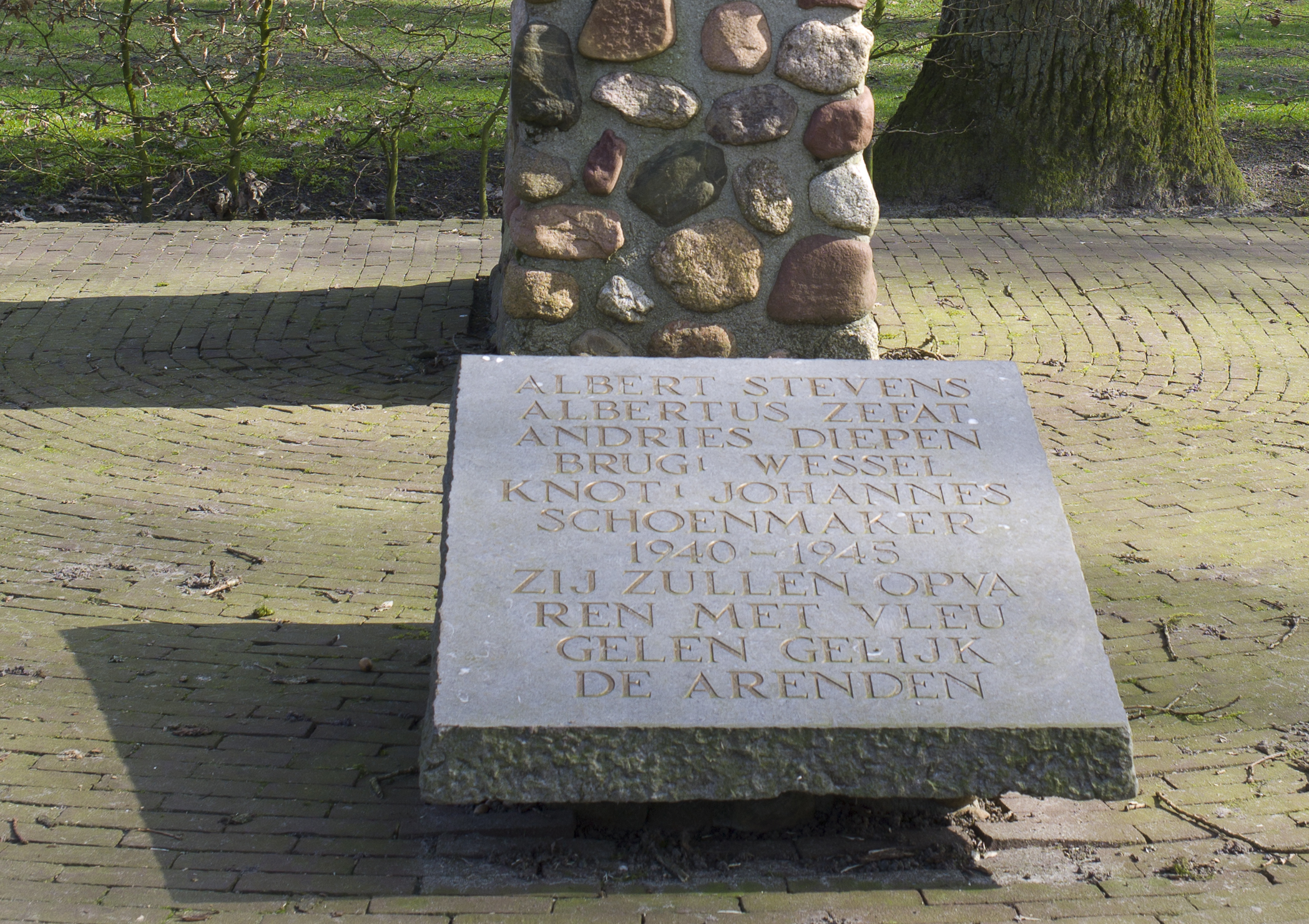
Plaquette aan de voet van het monument

Het oorlogsmonument in de Drentse plaats Odoorn is een monument ter nagedachtenis aan de slachtoffers van de Tweede Wereldoorlog.

## Achtergrond
De lokale afdeling van de Bond van Oud-Militairen nam het initiatief voor het oprichten van een oorlogsmonument in Odoorn. Het ontwerp is van de hand van de Amsterdamse architect Marius Duintjer, kunstsmid Wim van den Hoek uit Norg voerde het uit. Het monument werd geplaatst aan de Boshof, achter de pastorie van de Margarethakerk. Het werd op 4 mei 1949 onthuld door een zus van een van de herdachte oorlogsslachtoffers.

## Beschrijving
Het monument uit een met veldkeien gemetselde zuil, waarop twee bronzen arendsvleugels zijn geplaatst. Aan de voet van het monument ligt een plaquette, met daarop de namen van vijf oorlogsslachtoffers en een Bijbeltekst uit Jesaja 40:3. De inscriptie luidt:
ALBERT STEVENS
ALBERTUS ZEFAT
ANDRIES DIEPEN
BRUG WESSEL
KNOT JOHANNES
 SCHOENMAKER

1940 – 1945

ZIJ ZULLEN OPVA
REN MET VLEU
GELEN GELIJK
DE ARENDEN